# Кенилли, Майк
Майкл «Майк» Джозеф Кенилли (англ. Michael „Mike” Joseph Keneally, род. 20 декабря 1961, Лонг-Айленд, штат Нью-Йорк, США) — американский музыкант, композитор, гитарист, клавишник, вокалист.
Наиболее известен своими выступлениями в качестве гитариста и клавишника в составе музыкальных групп Фрэнка Заппы, Стива Вая и Miles Davis. Гастролировал вместе с The Mistakes.
Участвовал в съемках мультсериала Металлопокалипсис производства Cartoon Network, рассказывающего про вымышленную скандинаво-американскую группу Dethklok.
В 2005 был приглашен для участия в записи шестого альбома норвежской группы Ulver — «Blood Inside».
Играл в Solo Artist, Mike Keneally & Beer For Dolphins/The Mike Keneally Band и др.

## Дискография
- (1992) hat.'
- (1995) Boil That Dust Speck'
- (1997) Half Alive in Hollywood'
- (1998) Sluggo!'
- (1999) Nonkertompf'
- (2000) Dancing'
- (2002) Wooden Smoke'
- (2004) Dog'
- (2004) The Universe Will Provide'
- (2004) Vai Piano Reductions, Vol. 1'
- (2006) Guitar Therapy' (Live)